# Wasserturm Zörbig

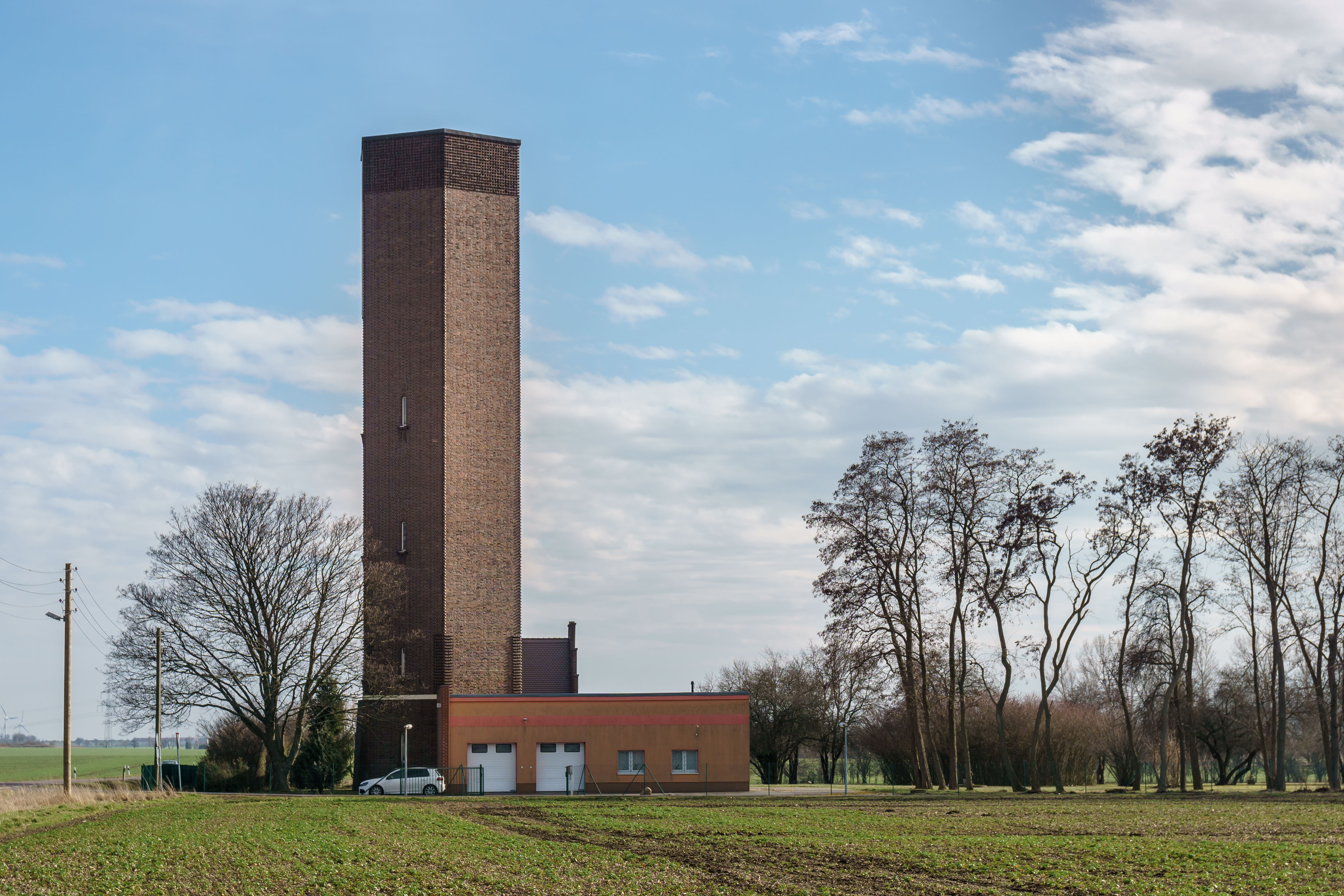
Wasserturm Zörbig

Der Wasserturm ist der Hochbehälter der Stadt Zörbig im Landkreis Anhalt-Bitterfeld in Sachsen-Anhalt.

## Lage
Der Turm steht südlich am äußersten Stadtrand in der nach ihm benannten Wasserturmstraße (früher Spörener Straße).

## Geschichte
Die Stadt Zörbig plante bereits um 1900 die Errichtung einer Wasserleitung und somit auch eines Wasserwerkes, doch zunächst erhielt nur der Bahnhof der 1895 eröffneten Bahnstrecke Bitterfeld–Stumsdorf einen Wasserturm. Dieser bestand bis zum Jahr 1973, als ihn die Deutsche Reichsbahn sprengen ließ, da nur noch Diesellokomotiven auf der Strecke verkehrten. Die Stadt hingegen, die sich nahe der Quelle der Fuhne befindet, war noch bis in die 1920er Jahre auf Ziehbrunnen und Wasserpumpen angewiesen. Doch der steigende Wasserbedarf machte einen eigenen Wasserturm unumgänglich, und so erbaute man im Jahr 1929 einen solchen Hochbehälter.
Das Wasser wurde aus zwei Brunnen aus einer Tiefe von 15 Metern gewonnen. Im Jahr 1931 ergänzte man Anlagen zur Enteisenung und Entsäuerung, um die Wasserqualität zu garantieren. Der Wasserbedarf verdreifachte sich bis 1948, pendelte sich dann aber auf diesem Niveau ein. Das harte Wasser sorgte Jahrzehnte später für Probleme mit dem Wasserdruck, und so wurde ab dem Jahr 1989 mit der Sanierung der Leitungen begonnen. Zehn Jahre später entschied man sich dann aber für Fernwasser und nahm im Jahr 2001 die Anbindung an die Elbaue in Betrieb. 2011 erfolgte zudem die Anbindung an den Ostharz.

## Baubeschreibung
Der Turm entstand zwischen August und Dezember 1929. Nach der Errichtung des Eisenbeton-Skelettbaus wurden die Gefache mit roten Backsteinen ausgefüllt. Unter dem flachen Dach befindet sich der Hochbehälter, der ein Fassungsvermögen von 200 Kubikmetern besitzt. Dieser Bereich wurde an der Fassade mit dunkleren Ziegeln betont, ansonsten verzichtet der 36 Meter hohe Turm weitgehend auf Schmuckelemente. Dennoch wurde der sechseckige Turm durch seine landschaftsbeherrschende Stellung zu einem der Wahrzeichen der Kleinstadt und ist weithin sichtbar. An der Straßenseite besitzt er eine senkrechte Vertiefung im oberen Bereich.
Die Planung hatte im Jahr 1928 der Architekt Johannes Richter vorgenommen. An den Turm wurde südlich ein expressionistisch-spitzbogiger Torbogen angebaut, der zugleich eine Verbindung zum südlich benachbarten Pumpen- und Maschinenhaus bildet. Dieses zweigeschossige Gebäude wurde mit Treppengiebeln stärker betont und ebenfalls aus rotem Backstein erbaut.

## Nutzung
Die Anlagen zur Wasserförderung in der Wasserturmstraße wurden ab dem Jahr 2001 stufenweise zurückgebaut und die Wasserrechte abgemeldet. Die Druckerhöhungsstation wurde im Jahr 2003 zur Sozialstation umgebaut, der Trinkwasserzweckverband Zörbig nutzt das Areal aber noch als Standort für den technischen Bereich. Der Wasserturm steht als Baudenkmal unter Denkmalschutz und ist im Denkmalverzeichnis mit der Nummer 094 12330 erfasst. Im Jahr 2011 wurde er anlässlich der 1050-Jahr-Feier der Stadt auf einer Briefmarke des MZZ-Briefdienstes (Tochtergesellschaft der Mitteldeutschen Zeitung) abgebildet.